# Die Anbetung der Könige (Bruegel, 1564)
Die Anbetung der Könige ist ein Gemälde Pieter Bruegels des Älteren aus dem Jahr 1564. Es zeigt den Besuch der Weisen aus dem Morgenland bei der Heiligen Familie. Das Ölgemälde auf Eichenholz misst 112,1 × 83,9 cm und gehört zum Bestand der National Gallery in London.
Es gibt noch zwei weitere Anbetungsszenen Bruegels: Die Anbetung der Könige von um 1556 in den Königlichen Museen der Schönen Künste in Brüssel und Die Anbetung der Könige im Schnee von 1567 in der Sammlung Oskar Reinhart in Winterthur.

## Beschreibung und Geschichte
Die drei Weisen aus dem Morgenland sind eben eingetroffen und überreichen Maria mit dem Jesuskind ihre Geschenke. Hinter Maria steht der heilige Josef. Es sind noch etliche andere Personen zu sehen, die meisten davon Soldaten. Im Halbdunkel des Stalls frisst ein angebundener Esel aus einem Futtertrog.
Die Signatur befindet sich bei der rechten unteren Ecke: BRVEGEL M.D.LXIIII. Die National Gallery erwarb das Gemälde 1920, die Inventarnummer lautet NG3556.

## Deutung
Maria mit dem Jesuskind befindet sich sitzend genau im Zentrum des Bildes. Ihr Aussehen entspricht durchaus dem traditionellen katholischen Ideal, allerdings ist eines ihrer Augen verdeckt und ihre Haltung ist gebückt. Das nackte Jesuskind auf ihrem Schoß zieht sich überdies ängstlich zurück. Zwei der Könige in der linken Bildhälfte wirken, trotz ihrer prächtigen Kleidung, sehr hinfällig, während der Mohrenkönig rechts im hellen Mantel mehr Aufmerksamkeit auf sich zieht als Maria. Der heilige Josef beugt seinen Kopf jemandem entgegen, der ihm etwas zuflüstert. Vor allem letzteres lässt das Bild wie die Darstellung eines Krippenspiels erscheinen. Nach den Vorgaben der Gegenreformation hatten Heilige klar von anderen Menschen unterscheidbar zu sein. Eine Ablenkung, wie bei dem heiligen Josef, zieht überdies Aufmerksamkeit vom Hauptmotiv ab. Dies macht es unwahrscheinlich, dass das Bild als kirchliches Auftragswerk entstand.
Eine Figur ganz am rechten Bildrand trägt Augengläser. Dies könnte ein Hinweis darauf sein, dass nicht alle Anwesenden die Bedeutung der Szene erkennen. Bruegel hat in anderen Werken Augengläser als Symbol für Blindheit gegenüber der Wahrheit verwendet. Die Anwesenheit von Soldaten bei einer Anbetungsszene ist ungewöhnlich. Sie kann ein Hinweis auf die spanische Besetzung der Niederlande sein.